# Unterseeboot 766
L'Unterseeboot 766 ou U-766 est un sous-marin allemand (U-Boot) de type VIIC utilisé par la Kriegsmarine pendant la Seconde Guerre mondiale.
Le sous-marin est commandé le 15 août 1940 à Wilhelmshaven (Kriegsmarinewerft), sa quille posée le 1er mars 1941, il est lancé le 29 mai 1943 et mis en service le 30 juillet 1943, sous le commandement de l'Oberleutnant zur See Hans-Dietrich Wilke.
L'U-766 ne coule ni n'endommage aucun navire au cours des cinq patrouilles (64 jours en mer) qu'il effectue.
Il est désarmé le 24 août à la Base sous-marine de La Rochelle (La Pallice) puis est capturé en mai 1945 par les Forces Françaises. 
Il poursuit le service dans la Marine nationale française et devient le Laubie (S610) en février 1946. Il est démoli en mars 1963.

## Conception
Unterseeboot type VII, l'U-766 avait un déplacement de 769 tonnes en surface et 871 tonnes en plongée. Il avait une longueur totale de 67,10 m, un maître-bau de 6,20 m, une hauteur de 9,60 m et un tirant d'eau de 4,74 m. Le sous-marin était propulsé par deux hélices de 1,23 m, deux moteurs Diesel Germaniawerft M6V 40/46 de 6 cylindres en ligne de 1 400 ch à 470 tr/min, produisant un total de 2 060 à 2 350 kW en surface, et de deux moteurs électriques Brown, Boveri & Cie GG UB 720/8 de 375 ch à 295 tr/min, produisant un total de 550 kW, en plongée. Le sous-marin avait une vitesse en surface de 17,7 nœuds (32,8 km/h) et une vitesse de 7,6 nœuds (14,1 km/h) en plongée. Immergé, il avait un rayon d'action de 80 milles marins (150 km) à 4 nœuds (7,4 km/h; 4,6 milles par heure) et pouvait atteindre une profondeur de 230 m. En surface, son rayon d'action était de 8 500 milles nautiques (soit 15 700 km) à 10 nœuds (19 km/h).
 L'U-766 était équipé de cinq tubes lance-torpilles de 53,3 cm (quatre montés à l'avant et un à l'arrière), et contenait quatorze torpilles. Il était équipé d'un canon de 8,8 cm SK C/35 (220 coups) et d'un canon antiaérien de 20 mm Flak. Il pouvait transporter 26 mines TMA ou 39 mines TMB. Son équipage comprenait 4 officiers et 40 à 56 sous-mariniers.

## Historique

### Dans laKriegsmarine(1943-1945)
Il passe son temps d'entraînement initial à la 8. Unterseebootsflottille jusqu'au 29 février 1944, puis rejoint son unité de combat dans la 6. Unterseebootsflottille.
Sa première patrouille est précédée de courts trajets à Kiel, à Marviken et à Bergen. Elle commence le 23 mars 1944 au départ de Bergen pour l'Atlantique Nord. Sur le trajet entre les îles Féroé et les îles Shetland, il est rappelé pour rejoindre le groupe (ou : meute) Landwirt positionné au large de la France. Il arrive à Saint-Nazaire le 16 avril 1944, bredouille.
Le 6 juin 1944 commence sa deuxième patrouille, au départ de Saint-Nazaire, avec la meute Landwirt, composée de 39 U-Boote. L'U-766 est l'un des dix-neuf U-Boote dépourvus de schnorchel qui reçoivent l'ordre de former une ligne à 200 mètres de profondeur entre Brest et Bordeaux pour garder des U-Boote hors des ports en cas de leurs invasions par les forces alliées. Les U-Boote remontent ensuite à 100 mètres de profondeur, ou se posent sur le fond pendant de longues périodes. La nuit ils sont l'objet d'attaques aériennes. Le 12 juin 1944, lorsque l'invasion des ports ne semble plus être d'actualité, les U-Boote retournent à leurs bases et sont placés en alerte.
Pour sa troisième mission, l'U-766 est convoyé de Saint-Nazaire à Brest entre le 26 et le 30 juillet 1944. Du 2 au 6 août, l'U-766 agit de conserve avec l'U-618 ; ils forment la meute Wiesel, chargée d’intercepter les escortes des forces alliées, sans succès.
Sa cinquième patrouille se déroule du 8 au 21 août 1944, soit 14 jours en mer. Il embarque quatorze techniciens avec des pièces détachées de schnorchel, de Brest vers Bordeaux. Lors de sa croisière, six bimoteurs britanniques le détectent et l'endommagent. Le 14 août 1944, l'U-766 se présente à l'embouchure de la Gironde ; en raison de mines ennemies et de l'avancée des Alliés (Bordeaux est pris), les U-Boote se replient vers la Norvège. 
Le 18 août, en compagnie de l'U-963, l'U-766 fait route vers le nord. Le 21 août, au large de La Rochelle, il est repéré par un avion bombardier Wellington canadien du Sqdn 407 / E qui le grenade sévèrement. C'est avec les lignes d'arbres faussées, les tubes lance torpilles déformés et de légères voies d'eau qu'il entre dans l'alvéole no 4 de la base sous-marine de La Rochelle ; il est déclaré inapte au service et désarmé.
 Alors que neuf autres U-Boote abandonnent La Rochelle entre le 23 août et le 10 septembre 1944, équipés de Schnorchel, l'U-766 est immobilisé, servant accessoirement de groupe électrogène à la base. Les neuf autres U-Boote seront tous coulés.
Le 9 mai 1945, il est capturé lorsque les fusiliers marins français s'emparent de la base sous-marine ; il présente un assez bon état de conservation.

### Dans la Marine française (1945-1963)
Pendant l'été 1945, il exécute, pour le centre des sous-marins français de La Rochelle, une plongée à 186 mètres sans aucun incident.
Entre novembre 1945 et mars 1946, le sous-marin subit une révision complète du circuit de refroidissement des moteurs.
Incorporé à la flotte sous-marine française depuis février 1946, le sous-marin garde son matricule 766 jusqu’au 24 juin 1947, date de la dépêche ministérielle 599 EMG/3 qui le rebaptise Laubie, en hommage à Louis Gervais François Laubie, ingénieur mécanicien du sous-marin Protée, disparu en mission au large de Toulon le 19 ou 20 décembre 1943. Il prend alors le matricule S-10 qui devient S-610 le 7 juillet 1948.
Le premier accident sérieux du Laubie survient le 17 juillet 1950 près de Port Lyautey, lorsque la frégate La Surprise passe au-dessus du sous-marin lors d'un exercice en plongée périscopique. Les réparations du kiosque durent jusqu'en 1951.
En octobre-novembre 1956, il est l'un des deux sous-marins français engagé dans la crise du canal de Suez.
Le 2 mai 1960 à 15 h 40, alors qu’il navigue à l’immersion périscopique à la vitesse de 2,3 nœuds (4 km/h), le Laubie est abordé par le paquebot Ville de Marseille au large d'Alger. Le sous-marin est remorqué et entre à Alger le soir même. Il est de nouveau remorqué à Toulon pour de nouvelles réparations qui durent quelques mois.
Le 22 septembre 1961, le Laubie entre en collision avec l'Espadon pendant des exercices en plongée périscopique, à cinq milles nautiques de Toulon. Les dégâts étant trop importants, la décision est prise de ne pas le réparer. Après quinze années de services dans la Marine française, il est désarmé et devient la coque Q-335.
Il est démoli à partir du 11 mars 1963.

## Affectations
- 8. Unterseebootsflottille du 30 juillet 1943 au 29 février 1944 (Période de formation).
- 6. Unterseebootsflottille du 1er mars 1944 au 24 août 1944 (Unité combattante).

## Commandement
- Oberleutnant zur See Hans-Dietrich Wilke du 30 juillet 1943 au 24 août 1944.

## Patrouilles
|       | Commandant                | Départ          | Départ      | Arrivée         | Arrivée     | Jours    | Succès |
| ----- | ------------------------- | --------------- | ----------- | --------------- | ----------- | -------- | ------ |
|       | Oblt. Hans-Dietrich Wilke | 9 mars 1944     | Kiel        | 11 mars 1944    | Marviken    | 3 jours  |        |
|       | Oblt. Hans-Dietrich Wilke | 21 mars 1944    | Marviken    | 22 mars 1944    | Bergen      | 2 jours  |        |
| 1     | Oblt. Hans-Dietrich Wilke | 23 mars 1944    | Bergen      | 16 avril 1944   | St. Nazaire | 25 jours |        |
| 2     | Oblt. Hans-Dietrich Wilke | 6 juin 1944     | St. Nazaire | 15 juin 1944    | St. Nazaire | 10 jours |        |
| 3     | Oblt. Hans-Dietrich Wilke | 26 juillet 1944 | St. Nazaire | 30 juillet 1944 | Brest       | 5 jours  |        |
| 4     | Oblt. Hans-Dietrich Wilke | 2 août 1944     | Brest       | 6 août 1944     | Brest       | 5 jours  |        |
| 5     | Oblt. Hans-Dietrich Wilke | 8 août 1944     | Brest       | 21 août 1944    | La Pallice  | 14 jours |        |
| Total | Total                     | Total           | Total       | Total           | Total       | 64 jours | 0 t    |

Note : Oblt. = Oberleutnant zur See